# 육종용
육종용(肉蓯蓉, 학명: Cistanche deserticola)은 꿀풀목 열당과 육종용속에 속하는 사막 식물의 일종으로, 건조시켜서 한약재로 사용된다. 중국 서부의 사막 지대에 주로 분포한다.